# Université de Nankin
L'université de Nankin (chinois : 南京大学 ; pinyin : Nánjīng Dàxué, familièrement 南大, Nándà) est une des institutions d'enseignement supérieur les plus vieilles du monde[réf. nécessaire] et est devenue la première université chinoise moderne au début des années 1920. Selon les annales de l'université, sa création date de la première année du règne de Yong'an (258) lorsque le daxue impérial de Nankin (Nanjing) fut fondé, et elle est supposée être la plus vieille institution d'enseignement supérieur dans le monde. L'article « Université centrale »  dans l'Encyclopédie chinoise (en) dit que l'université date de plus de 1 700 ans, la plus ancienne parmi toutes les universités existantes (學統綿延，達一千七百多年的光榮歷史。古今中外的各大學難以相比). C'est le berceau des sciences modernes en Chine et c'est une université prestigieuse avec de fortes traditions.

## Historique
L'université a été fondée sous sa forme actuelle en 1915 à partir d'institutions préexistantes. L'université est structurée en 21 écoles, et en 59 départements.

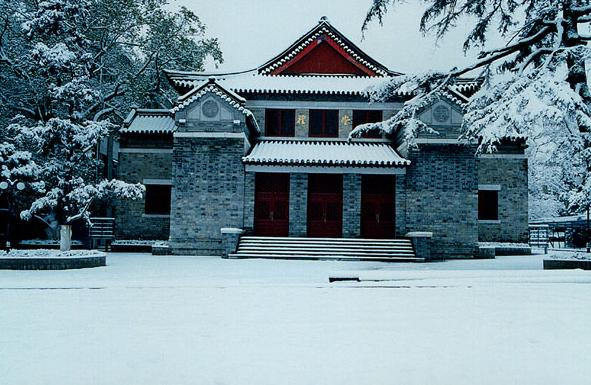

## Fonds documentaires
L'université dispose d'un fonds de 4 654 millions de volumes

## Partenariats
En décembre 2017, l'université de Nankin ainsi que l'Observatoire de la Montagne Pourpre, signent un accord de coopération de cinq ans avec l'Institut de radioastronomie millimétrique afin de renforcer et d'accélérer les progrès scientifiques et technologiques générés par le radiotélescope millimétrique NOEMA.

## Personnalités liées à l'université

### Enseignants
- Ma Sicong (en) (1912-1987), compositeur chinois, frère de Ma Siju.

### Étudiants
- Ma Siju (1920-2014), pianiste, violoncelliste et éducatrice chinoise.
- Ma Sicong (en) (1912-1987), compositeur chinois, frère de Ma Siju.

### Docteurshonoris causa
- François Mitterrand, président de la République française
- George H. W. Bush, président des États-Unis (qui a aussi contribué à l'établissement de Centre pour les Etudes de chinois et Américain - administré conjointement par l'université Johns Hopkins et l'université de Nankin)
- Bob Hawke, Premier ministre d'Australie
- Boutros Boutros-Ghali, secrétaire général de l'Organisation des Nations unies
- Johannes Rau, président de la République fédérale d'Allemagne (qui a aussi contribué au développement de l'Institut germano-chinois pour le droit économique - administré conjointement par l'université de Göttingen et l'université de Nankin)